# Сан-Рафаэль-Тепатласко
Сан-Рафаэль-Тепатласко (исп. San Rafael Tepatlaxco) — населённый пункт и муниципалитет в Мексике, входит в штат Тласкала. Население 1915 человек.